# جوستين بوشارد
جوستين بوشارد هي مصارعة الهواة كندية، ولدت في 12 يناير 1986 في وتاسكوين في كندا.

## روابط خارجية
- جوستين بوشارد على موقع قاعدة بيانات المصارعة الدولية (الإنجليزية)
- جوستين بوشارد على موقع اتحاد ألعاب الكومنولث (مؤرشف) (الإنجليزية)